# Jean van Dongen
Jean van Dongen est un sculpteur et céramiste néerlandais, né en 1883 à Delfshaven et mort en 1970 à Marly-le-Roi. Il est le jeune frère de Kees van Dongen.

## Biographie
Né le 8 novembre 1883 à Delfshaven dans la banlieue de Rotterdam, Johan Leonardus Marie van Dongen est le sixième et dernier enfant de Joannes van Dongen et de Helena Francisca Geurts.
Après des études d'architecture il arrive à Paris en 1904 et s'installe chez son frère au Bateau-Lavoir. Ils fréquentent le cabaret "Au Lapin Agile" et Jean rencontre Marie Louise Esnault qui y chante. Pendant la première guerre mondiale réfugié aux Pays-Bas en 1915 avec sa compagne il l'épouse à Rotterdam le 28 avril 1915. Il passe la guerre à Rotterdam déclaré comme sculpteur. En 1917 il fait le portrait de son père qui se trouve maintenant au musée "De Dubbelde Palmboom" de Delfshaven.
Il rentre en France fin 1919 et s'installe début 1920 à Marly-le-Roi.
Il est actif en France et particulièrement à Marly-le-Roi où il a son atelier et son four. Il habite au 15 avenue de la gare, voisin d'Aristide Maillol qu'il rencontre en 1922 et dont il devient le praticien et l'ami. Propriétaire d'une grande maison, le couple loue en 1923 une chambre d'ami à George Gaylord Simpson dont la correspondance avec sa sœur donne un descriptif de la villa et une idée du train de vie du couple.
Pour l'exposition des arts décoratifs en 1925 il réalise pour le couturier Paul Poiret un chien blanc assis de 90 cm qui est placé sur la terrasse en haut de l'escalier de la péniche "Amours",.
En 1936 c'est lui qui réalise pour Maillol l'agrandissement de  "La Montagne" dans son atelier.

Son œuvre de céramiste est assez confidentielle, il travaille dans ce domaine en compagnie de Pablo Picasso avec lequel il crée en 1929 deux vases que celui ci garde dans sa collection.

## Œuvres
- Delfshaven, De Dubbelde Palmboom (nl) portrait de son père (plaque de bronze 1917)
- Paris, Musée national de céramique de Sèvres, plat au poisson
- Paris, Musée Picasso (Paris), Vase décoré de baigneuses, mai 1929, céramique, 47 par 31 cm, signé Picasso sous la base à l'engobe noir, incisé Jean van Dongen[7]. Le vase aux baigneuses posé sur la cheminée de l'atelier de la rue La Boétie figure sur les photos prises par Brassaï.
- Paris, Musée Picasso (Paris), Vase globulaire décoré de mains tenant des poissons, 30 juin 1929, céramique, 22 par 27,5 cm, signé Picasso sous la base à l'engobe noir, incisé Jean van Dongen[8].
- Louveciennes, musée promenade de Marly-le-Roi: Boite en forme de canard, plat en terre cuite à décor de poissons et vagues, Vase en forme de paon, femme nue debout, femme à genoux se recoiffant[9].
- Troyes, Musée d'art moderne de Troyes, coq blanc (Céramique)[10]
- Portrait de Aristide Maillol (plâtre)

## Expositions
- 1926 : 37e exposition des indépendants (Vitrine de céramiques)[11]
- 1927 : galerie "La crémaillère (Céramiques)
- 1928 : galerie V de Margoulies et L Schotte (Céramiques)[12]
- 1929 : galerie René Drouet (Amazone céramique)[13]
- 1931 : galerie Javal et Bourdeaux (sculptures)[14]